# La Guardia (Bolivia)
La Guardia es una ciudad y municipio de Bolivia ubicado en la provincia Andrés Ibáñez del departamento de Santa Cruz, también forma parte del Área Metropolitana de Santa Cruz de la Sierra. Se encuentra a una altura 506 metros sobre el nivel del mar y el río Piraí pasa por el norte de la ciudad. Su mancha urbana tiene una superficie de 3 kilómetros cuadrados y forma parte del Área metropolitana de Santa Cruz de la Sierra. El municipio tiene una superficie de 1.244 km² y cuenta con una población de 89.284 habitantes (según el Censo INE 2012), siendo el cuarto más poblado del departamento.
La Guardia fue fundada el 26 de noviembre de 1826 por el hacendado José Vicente Soliz.
Se encuentra en el oeste del departamento, limitando al noreste con el municipio de Santa Cruz de la Sierra, al este y sur con la provincia Cordillera, al oeste con el municipio de El Torno, y al noreste con el municipio de Porongo.

## Toponimia
En el actual lugar donde se encuentra la ciudad de La Guardia, el gobernador Ignacio Warnes de Santa Cruz, durante la época de la Republiqueta, hacía “guardia” con sus soldados para vigilar la llegada de tropas realistas desde el altiplano.

## Demografía
De acuerdo con el censo boliviano de 2024, la población del municipio de La Guardia es de 147 622 habitantes.
La población del municipio se sextuplicó entre 1992 y 2024:
| Año  | Habitantes (municipio) | Fuente |
| ---- | ---------------------- | ------ |
| 1992 | 22.250                 | Censo  |
| 2001 | 39.552                 | Censo  |
| 2012 | 89.080                 | Censo  |
| 2024 | 147.622                | Censo  |

## Economía
La principal actividad productiva del municipio de La Guardia es la agropecuaria con cultivos de cítricos, caña de azúcar, papaya, palta, mango y piña. El municipio cuenta con una abundante producción de frutas de estación durante casi todo el año, lo que lo ha convertido en un mercado natural para los habitantes de la vecina Santa Cruz de la Sierra. La actividad pecuaria también es significante, con criaderos de cerdos y aves de corral que tienen demanda en los mercados de la capital departamental. Su mercado es un punto de encuentro de productores agropecuarios de los municipios vecinos.
Debido a su cercanía con la ciudad de Santa Cruz mediante la Ruta 7, que también conecta hacia los valles interandinos al oeste, en La Guardia están instaladas diversas fábricas e industrias. Entre estas destacan la fábrica de Aceites Crisol y la fábrica de la Cervecería Boliviana Nacional, cuya producción, además de abastecer el mercado interno y ciudades aledañas, es también exportada a diversos países de Sudamérica y de Europa.